# Высыпной
Высыпной — хутор в Прохоровском районе Белгородской области. Входит в состав Призначенского сельского поселения.

## География
Находится в северной части Белгородской области, в лесостепной зоне, в пределах юго-западного склона Среднерусской возвышенности, к востоку от автодороги 14К-19, на расстоянии примерно 7 километров (по прямой) к востоку-юго-востоку от Прохоровки, административного центра района. Абсолютная высота — 220 метров над уровнем моря.

### Климат
Климат характеризуется как умеренно континентальный, с относительно мягкой зимой и тёплым продолжительным летом. Среднегодовая температура воздуха — 5,4 °C. Средняя температура воздуха самого холодного месяца (января) — −9,2 °C; самого тёплого месяца (июля) — 16,4 — 24,3 °C. Безморозный период длится в среднем 155—160 дней. Годовое количество атмосферных осадков — 527—595 мм, из которых большая часть выпадает в тёплый период.

### Часовой пояс
Хутор Высыпной как и вся Белгородская область, находится в часовой зоне МСК (московское время). Смещение применяемого времени относительно UTC составляет +3:00.

## История
Хутор Высыпной образован при урочище Высыпном, отчего и получил свое название, в 40-х годах XIX века выходцами и Сагайдачного.
Согласно данным десятой ревизии в 1857 году на хуторе проживало 233 человека (данные учитывали и население Сагайдачного).
По архивных данных переписи на момент 1885 года хутор насчитывал 26 дворов и 244 жителя, все семьи имели земельные наделы.
Практически все домохозяйства были восстановлены после сильного пожара 1873 года, уничтожившего поселение.
С 1930-х до 1970-х годов хутор по административному делению относился к Призначенскому сельсовету Прохоровского района Центрально-Черноземной области.
С началом коллективизации хутор стал входить в колхоз «Соцтруд». Были построены: ферма для лошадей, коров, овец, свинарник. Основными видами деятельности колхоза были скотоводство и сельское хозяйство, пчеловодство. В колхозе так же имелась ветряная мельница и кузница.
В 1950 году произошло слияние колхозов и «Соцтруд» вошел в состав колхоза имени Кагановича (Призначенский сельский Совет Прохоровского района Курской области), а в 1958 году колхоз имени Кагановича был переименован в колхоз «Заря коммунизма» (Призначенский сельский совет Белгородской области).
Газификация хутора произошла только в 1990-х годах.
В годы Великой Отечественной войны жители хутора, оставшиеся в тылу, трудились над строительством железной дороги Старый Оскол — Ржава.

## Население
| 2002 | 2010 |
| ---- | ---- |
| 42   | ↘30  |

### Половой состав
По данным Всероссийской переписи населения 2010 года в гендерной структуре населения мужчины составляли 26,7 %, женщины — соответственно 73,3 %.

### Национальный состав
Согласно результатам переписи 2002 года, в национальной структуре населения русские составляли 96 %.